# Rhadamanthüsz
Rhadamanthüsz (görög betűkkel Ῥαδάμανθυς, latinosan Radamanthus) görög mitológiai alak. Zeusz és Európé fia, Minósz és Szarpédón testvére. Amikor Minósz átvette a hatalmat Kréta felett, Rhadamanthüsz először a sziget törvényhozójaként segített testvérének, majd önként elköltözött a szigetről és Ókaleiában telepedett le, Boiótiában. Híres volt igazságszeretetéről és bölcsességéről. Egyik törvénye szerint az az ember, aki jogtalanságot kezdeményező ellen védekezik, ártatlan.
Parosz és Lémnosz szigetének ura. Az előbbit Thébaiba költözése előtt unokaöccse fiára, Alkaioszra ruházta, az utóbbiban Thoasz, Dionüszosz és Ariadné fia lett a király. Thébaiban Héraklész nevelésével foglalkozott, bölcsességre és igazságosságra tanította. Amikor Alkméné megözvegyült, feleségül vette, illetve egyes mítoszváltozatok szerint csak akkor vette nőül, amikor már mindketten az Élüszionba kerültek. Apollodórosz szerint viszont először Thébaiba ment Krétáról, és csak Alkménével együtt költözött Ókaleiába. Homérosz egy euboiai látogatását is említi. Halála után az alvilág bírája lett Minósszal és Aiakosszal együtt, ők döntötték el a lelkek további sorsát. Homérosz az Odüsszeiában így fogalmaz, amikor Odüsszeusz alvilági útjáról szól: „…ámde az istenek Élüszion mezejére, s a földnek végire küldenek el, hol a szőkehajú Rhadamanthüsz úr…” Pindarosz szerint Kronosz jobb keze.
Rhadamanthüsz mítoszai részben összeolvadtak Minószéval, vagy épp Minósz legendái ágaztak kétfelé a mítoszfejlődés során. Minósz ellentmondásos figura, az attikai irodalomban kegyetlen hódítóként jelenik meg, miközben bölcs és igazságos uralkodó is. Rhadamanthüsz kilenc évenként meglátogatott egy barlangot, hogy ott Zeusztól tanácsokat kérhessen. Ez összevethető a kilenc évenként Athénből Krétára, a Labirintusban lakó Minótauroszhoz érkező emberáldozatokkal.

## Érdekesség
Érthető okokból több magyar kritikusnak is Rhadamanthüsz volt az álneve. Az első Életképek Jókait is ledorongoló kritikusának Rhadamanthus, id. Ábrányi Kornélnak pedig Radamanthos alakban.